# Sgùrr nan Gillean
De Sgùr nan Gilean is een berg op Isle of Skye in Schotland. Het is een munro die deel uitmaakt van de Cuillin Hills. Sgùrr nan Gilean is 964 meter hoog en het meest dichtbijgelegen dorp is Sligachan.
De eerste beklimming was op 7 juli 1836 door Duncan Macintyre en James Forbes.